# Всеирландский чемпионат по гэльскому футболу
Всеирландский чемпионат по гэльскому футболу (англ. All-Ireland Senior Football Championship, сокращённо SFC; ирл. Craobhchomórtas Sinsear na hÉireann sa Pheil) — крупнейшее соревнование по гэльскому футболу, организуемое Гэльской атлетической ассоциацией, в котором участвуют команды традиционных графств Ирландии. Финал чемпионата играется в 35-е воскресенье года на дублинском стадионе «Кроук Парк», а победителю вручается Кубок Сэма Магуайра.

## История
Первый в истории Всеирландский чемпионат прошёл в 1887 году: в нём участвовали отдельные клубы как представители графств. По тем правилам, каждая команда состояла из 21 игрока. В финале 29 апреля 1888 года на стадионе «Бич Хилл» в Клонски, городском районе Дублина, сошлись клубы «Коммершиалс» (Лимерик) и «Янг Айрлендс» (Лаут). Победу одержал клуб из Лимерика со счётом 1-4 — 0-3. Команды для участия выбирались случайным образом, а не путём отбора.
Второй чемпионат, розыгрыш 1888 года, не был доигран в связи с так называемым «Вторжением в Америку» (англ. American Invasion Tour), в ходе которого делегаты ГАА отправились в США с целью популяризации гэльских игр. Были сыграны чемпионаты в трёх из четырёх провинций, кроме Коннахта (победили команды графств Типперэри, Килкенни и Монахана), на полуфиналы и финал не были сыграны.
С 1892 года турнир приобрёл статус соревнования сборных графств: Конгресс ГАА постановил, что клуб-победитель чемпионата графства получает право приглашать игроков из других команд графства, вследствие чего и были созданы первые сборные графств. Тогда же изменились правила игры в гэльском футболе и в хёрлинге: отныне на поле выходили 17 человек в составе одной команды, а не 21, как было в прошлых розыгрышах; также за гол в ворота причиталось 5 очков. С 1900 по 1903 годы четыре раза в финал выходила команда Лондона. В 1903 году лондонцев обыграла команда Керри, которая выиграла свой первый титул Всеирландского чемпиона и стала рекордсменом по числу завоёванных титулов.
В первой половине XX века несколько команд отметились минимум двумя победами в финалах чемпионата: это были команды графств Килдэр, Мейо, Каван, Уэксфорд и Роскоммон. В 1990-е годы произошли серьёзные перемены: с 1991 по 1994 годы победу одерживали клубы из Ольстера. Благодаря этому число клубов Ольстера, выигрывавших Всеирландский чемпионат, с тех превысило число клубов-чемпионов из любой другой провинции.
С 2001 года проводится Всеирландский квалификационный турнир: финал в том году выиграла команда Голуэя, прорвавшаяся в четвертьфинал только благодаря победе в утешительном турнире. С 2013 году на финалах на «Кроук Парк» применяется система Hawk-Eye в помощь арбитрам для фиксации голов: так, в игре между командами Оффали и Килдэра благодаря этой системе не был засчитан гол Питера Каннингема из Оффали, который на 10-й минуте второго тайма при счёте 0-12 — 0-10 в пользу Килдэра нанёс удар по воротам и не попал между штанг, хотя решил, что сократил разрыв в счёте. В том же 2013 году состоялась первая в истории Всеирландского чемпионата пятничная игра — в первом раунде квалификации между командами графств Карлоу и Лиишь.
С 2018 года вместо четвертьфиналов проходит групповой этап, известный как «Всеирландская супервосьмёрка» (англ. All Ireland Super 8s). В 2020 году в качестве эксперимента состоится впервые розыгрыш Всеирландского чемпионата для команд 3-го и 4-го дивизионов Национальной футбольной лиги: команды, не вышедшие в финал чемпионата провинции, будут участвовать не во Всеирландской квалификации, а в чемпионате второго эшелона, проходящем по олимпийской системе.

## Команды-участницы
| Команда   | Цвета                           | Последняя победа        | Последняя победа    |
| Команда   | Цвета                           | Всеирландский чемпионат | Чемпионат провинции |
| --------- | ------------------------------- | ----------------------- | ------------------- |
| Антрим    | Жёлтый и белый                  |                         | 1951                |
| Арма      | Оранжевый и белый               | 2002                    | 2008                |
| Голуэй    | Бордовый и белый                | 2001                    | 2018                |
| Даун      | Красный и чёрный                | 1994                    | 1994                |
| Дерри     | Красный и белый                 | 1993                    | 1998                |
| Донегол   | Жёлтый и зелёный                | 2012                    | 2019                |
| Дублин    | Небесно-голубой и морской синий | 2019                    | 2019                |
| Каван     | Синий и белый                   | 1952                    | 1997                |
| Карлоу    | Красный, зелёный и жёлтый       |                         | 1944                |
| Керри     | Зелёный и жёлтый                | 2014                    | 2019                |
| Килдэр    | Белый                           | 1928                    | 2000                |
| Клэр      | Жёлтый и синий                  |                         | 1992                |
| Корк      | Красный и белый                 | 2010                    | 2012                |
| Лаут      | Красный и белый                 | 1957                    | 1957                |
| Лиишь     | Синий и белый                   |                         | 2003                |
| Лимерик   | Зелёный и белый                 | 1896                    | 1896                |
| Литрим    | Зелёный и жёлтый                |                         | 1994                |
| Лонгфорд  | Синий и жёлтый                  |                         | 1968                |
| Лондон    | Зелёный и белый                 |                         |                     |
| Мейо      | Зелёный и красный               | 1951                    | 2015                |
| Мит       | Зелёный и жёлтый                | 1999                    | 2010                |
| Монахан   | Белый и синий                   |                         | 2015                |
| Нью-Йорк  | Красный, белый и синий          |                         |                     |
| Оффали    | Зелёный, белый и жёлтый         | 1982                    | 1997                |
| Роскоммон | Жёлтый и синий                  | 1944                    | 2019                |
| Слайго    | Чёрный и белый                  |                         | 2007                |
| Типперэри | Синий и жёлтый                  | 1920                    | 1935                |
| Тирон     | Белый и красный                 | 2008                    | 2017                |
| Уиклоу    | Синий и жёлтый                  |                         |                     |
| Уотерфорд | Белый и синий                   |                         | 1898                |
| Уэксфорд  | Фиолетовый и жёлтый             | 1918                    | 1945                |
| Уэстмит   | Бордовый и белый                |                         | 2004                |
| Фермана   | Зелёный и белый                 |                         |                     |

## Формат

### Текущий
Графство в Ирландии — административно-территориальная единица и регион, и каждое из 32 графств Республики Ирландия и Северной Ирландии организует собственные соревнования по гэльским играм под руководством Совета графства. Команды графств участвуют в чемпионатах одной из четырёх провинций Ирландии — Коннахта (с участием команд Лондона и Нью-Йорка), Ленстера, Манстера и Ольстера. Из 32 графств единственным, не участвующим во Всеирландском чемпионате, является Килкенни. Чемпионаты провинций проходят по традиционной олимпийской системе в мае и июне; чемпионы провинций автоматически проходят в финальный этап Всеирландской Супервосьмёрки, который представляет собой групповой турнир и проходит в июле и августе. В случае, если в матче чемпионата провинции зафиксирована ничья, играется овертайм; если победителя не удалось выявить, то проводится переигровка. В финале чемпионата провинции овертаймы не проводятся, и в случае ничьи назначается немедленная переигровка.
В декабре 2019 года начались обсуждения того, необходимо ли допускать все команды в квалификацию, и были предложены несколько вариантов реформирования Всеирландского чемпионата и Национальной футбольной лиги. Было принято решение провести разделение команд на два яруса: в розыгрыше 2020 года команды, не выигравшие Всеирландский чемпионат, либо продолжат борьбу в квалификации, либо же будут выступать в чемпионате второго дивизиона (или яруса), который проводится по олимпийской системе.
Во Всеирландскую квалификацию по правилам розыгрыша 2020 года попадут:
- Все команды 1-го и 2-го дивизионов Национальной футбольной лиги (за исключением команд, выбывших в 3-й дивизион);
- Две лучшие команды 3-го дивизиона, вышедшие во 2-й дивизион;
- Команда 3-го или 4-го дивизиона, если она выйдет в финал чемпионата провинции.

Всеирландская квалификация
- 1-й раунд: Восемь команд, имеющих право выступать в этом турнире, играют против восьми команд, выбывших на стадии полуфинала из чемпионатов провинций. Победители проходят в следующий раунд, проигравшие прекращают выступления в этом году во Всеирландском чемпионате.
- 2-й раунд: Команды, победившие в предыдущем раунде, играют против четырёх команд, проигравших свои финалы провинций. Победители проходят в финальный этап Всеирландского чемпионата, проигравшие прекращают выступления в этом году во Всеирландском чемпионате.

Всеирландский чемпионат
- Всеирландская супервосьмёрка: В этом этапе участвуют четыре чемпиона провинций Ирландии и четыре команды, победившие во Всеирландской квалификации. Этап представляет собой групповой турнир и проходит в июле и августе. Команды делятся на две группы по 4 каждая, турнир проходит в один круг. В одну группу попадают два чемпиона провинций и два победителя квалификации. Каждая команда играет один матч у себя дома, один матч на выезде и ещё один на «Кроук Парк». (Для команды Дублина стадион «Кроук Парк» является домашним, поэтому она играет два матча на нём). Две лучшие команды из каждой группы выходят в полуфиналы.
- Полуфинал: Победитель одной группы играет в полуфинале против команды, занявшей второе место в другой группе. Победители полуфиналов выходят в финал. Оба полуфинала проходят в выходные на одной и той же неделе.
- Финал: В финале на «Кроук Парк» определяется победитель Всеирландского чемпионата, которому в качестве приза вручается Кубок Сэма Магуайра.

### Введение группового этапа (2018—2019)
В квалификации участвовали все команды без исключения: сборная любого графства, не выигравшая чемпионат провинции, имела право продолжить борьбу за выход в финальный этап с помощью квалификации. В финальном этапе команды делились на две группы, в которых проводились матчи группового этапа. Из группы в полуфинал выходили по две команды: победитель одной группы играл против занявшей 2-е место в соседней группе команды. Победители полуфиналов и оспаривали главный приз на «Кроук Парк» в финале. Групповой этап был утверждён на Ежегодном конгрессе Гэльской атлетической ассоциации в феврале 2017 года: прежде вместо группового этапа проходил обычный четвертьфинал. Согласно принятому формату, переигровки проводятся только в финалах, во всех других матчах Всеирландского чемпионата играется овертайм. Время применения подобного формата — до конца 2020 года, когда ГАА примет окончательное решение по тому, поддерживать ли такую схему розыгрыша.

### Четвертьфиналы (2001—2017)
В 2001—2017 годах проводились четвертьфинальные поединки вместо группового этапа. Матчи первенств провинций организовывались в мае, июне и июле: победители чемпионатов провинций автоматически проходили в четвертьфиналы, назначенные на август. Переигровки проводились в случае ничейного результата на любом этапе; дополнительное время игралось только в переигровках и квалификационных матчах. Переигровка продолжалась до тех пор, пока не выявлялся победитель. Квалификационные этапы проходили в июне и июле, победители последнего раунда квалификации также выходили в четвертьфинал Всеирландского первенства.
- Всеирландский четвертьфинал: Чемпионы провинций Ирландии играли против победителей Всеирландской квалификации. В случае ничьи проводилась переигровка вплоть до выявления победителя. Победители выходили в полуфинал.
- Всеирландский полуфинал: Полуфиналы проходили в августе с участием победителей четвертьфинала. В случае ничьи проводилась переигровка вплоть до выявления победителя. Победители выходили в финал.
- Всеирландский финал: Финал традиционно игрался в третье воскресенье сентября. Победитель получал титул Всеирландского чемпиона[11].

### Олимпийская система (1888—2000)
В первом розыгрыше 1887 года все команды сеялись друг против друга. В 1888 году после введения систем провинциальных чемпионатов команды графств в каждой провинции играли друг против друга; титул в финальном этапе оспаривали только чемпионы провинций. В 2001 году было принято решение добавить квалификацию и расширить число участников, чтобы увеличить число игр и дать больше шансов слабым командам. Благодаря системе розыгрыша в чемпионате полностью исключена вероятность проведения матчей без турнирного значения.

## Всеирландские финалы
На «Кроук Парк», главном стадионе Гэльской атлетической ассоциации, по традиции проходят финалы Всеирландских чемпионатов по гэльскому футболу среди мужчин и женщин, а также по хёрлингу и камоги (в разные воскресенья). В день финала по определённому виду спорта проводятся финалы как среди основных составов, так и среди юниорских (до 18 лет) команд, соревнующихся в юношеском чемпионате. На финалах среди почётных гостей присутствуют Президент Ирландии, Премьер-министр Ирландии и иные высокопоставленные лица. Финал Всеирландского чемпионата — всегда главное событие, собирающее большую аудиторию в присутствии более 80 тысяч зрителей.
Победителю вручается Кубок Сэма Магуайра. Победителем турнира 2024 года является Арма, переигравший команду Голуэя.
| *             | Финал выигран после переигровки                      |
| dagger        | Финал не игрался                                     |
| double-dagger | Команда оформила дубль в гэльском футболе и хёрлинге |

| Год  | Дата                                                                                        | Победитель                                                                                  | Счёт                                                                                        | Финалист                                                                                    |
| ---- | ------------------------------------------------------------------------------------------- | ------------------------------------------------------------------------------------------- | ------------------------------------------------------------------------------------------- | ------------------------------------------------------------------------------------------- |
| 1887 | 29 апреля 1888                                                                              | Лимерик                                                                                     | 1-4 — 0-3                                                                                   | Лаут                                                                                        |
| 1888 | Чемпионат не доигран из-за отъезда руководства ГАА и игроков в США для показательных матчей | Чемпионат не доигран из-за отъезда руководства ГАА и игроков в США для показательных матчей | Чемпионат не доигран из-за отъезда руководства ГАА и игроков в США для показательных матчей | Чемпионат не доигран из-за отъезда руководства ГАА и игроков в США для показательных матчей |
| 1889 | 20 октября 1889                                                                             | Типперэри                                                                                   | 3-6 — 0-0                                                                                   | Лиишь                                                                                       |
| 1890 | 26 июня 1892                                                                                | Корк                                                                                        | 2-4 — 0-1                                                                                   | Уэксфорд                                                                                    |
| 1891 | 28 февраля 1892                                                                             | Дублин                                                                                      | 2-1 — 1-1                                                                                   | Корк                                                                                        |
| 1892 | 26 марта 1893                                                                               | Дублин                                                                                      | 1-4 — 0-3                                                                                   | Керри                                                                                       |
| 1893 | 24 июня 1894                                                                                | Уэксфорд                                                                                    | 1-1 — 0-1                                                                                   | Корк                                                                                        |
| 1894 | 21 апреля 1895                                                                              | Дублин                                                                                      | 0-5 — 1-2                                                                                   | Корк                                                                                        |
| 1895 | 15 марта 1896                                                                               | Типперэри                                                                                   | 0-4 — 0-3                                                                                   | Мит                                                                                         |
| 1896 | 6 февраля 1898                                                                              | Лимерик                                                                                     | 1-5 — 0-7                                                                                   | Дублин                                                                                      |
| 1897 | 5 февраля 1899                                                                              | Дублин                                                                                      | 2-6 — 0-2                                                                                   | Корк                                                                                        |
| 1898 | 8 апреля 1900                                                                               | Дублин                                                                                      | 2-8 — 0-4                                                                                   | Уотерфорд                                                                                   |
| 1899 | 10 февраля 1901                                                                             | Дублин                                                                                      | 1-10 — 0-6                                                                                  | Корк                                                                                        |
| 1900 | 26 октября 1902                                                                             | Типперэри                                                                                   | 3-7 — 0-2                                                                                   | Лондон                                                                                      |
| 1901 | 2 августа 1903                                                                              | Дублин                                                                                      | 0-14 — 0-2                                                                                  | Лондон                                                                                      |
| 1902 | 11 сентября 1904                                                                            | Дублин                                                                                      | 2-8 — 0-4                                                                                   | Лондон                                                                                      |
| 1903 | 12 ноября 1905                                                                              | Керри                                                                                       | 0-11 — 0-3                                                                                  | Лондон                                                                                      |
| 1904 | 1 июля 1906                                                                                 | Керри                                                                                       | 0-5 — 0-2                                                                                   | Дублин                                                                                      |
| 1905 | 16 июня 1906                                                                                | Килдэр                                                                                      | 1-7 — 0-5                                                                                   | Керри                                                                                       |
| 1906 | 20 октября 1907                                                                             | Дублин                                                                                      | 0-5 — 0-4                                                                                   | Корк                                                                                        |
| 1907 | 5 июля 1908                                                                                 | Дублин                                                                                      | 0-6 — 0-2                                                                                   | Корк                                                                                        |
| 1908 | 3 октября 1909                                                                              | Дублин                                                                                      | 1-10 — 0-4                                                                                  | Лондон                                                                                      |
| 1909 | 5 декабря 1909                                                                              | Керри                                                                                       | 1-9 — 0-6                                                                                   | Лаут                                                                                        |
| 1910 | 13 ноября 1910                                                                              | Лаут                                                                                        | в/о                                                                                         | Керри                                                                                       |
| 1911 | 14 января 1912                                                                              | Корк                                                                                        | 6-6 — 1-2                                                                                   | Антрим                                                                                      |
| 1912 | 3 ноября 1912                                                                               | Лаут                                                                                        | 1-7 — 1-2                                                                                   | Антрим                                                                                      |
| 1913 | 14 декабря 1913                                                                             | Керри                                                                                       | 2-2 — 0-3                                                                                   | Уэксфорд                                                                                    |
| 1914 | 29 ноября 1914                                                                              | Керри                                                                                       | 2-3 — 0-6                                                                                   | Уэксфорд                                                                                    |
| 1915 | 7 ноября 1915                                                                               | Уэксфорд                                                                                    | 2-4 — 2-1                                                                                   | Керри                                                                                       |
| 1916 | 17 декабря 1916                                                                             | Уэксфорд                                                                                    | 3-4 — 1-2                                                                                   | Мейо                                                                                        |
| 1917 | 9 декабря 1917                                                                              | Уэксфорд                                                                                    | 0-9 — 0-5                                                                                   | Клэр                                                                                        |
| 1918 | 16 февраля 1919                                                                             | Уэксфорд                                                                                    | 0-5 — 0-4                                                                                   | Типперэри                                                                                   |
| 1919 | 28 сентября 1919                                                                            | Килдэр                                                                                      | 2-5 — 0-1                                                                                   | Голуэй                                                                                      |
| 1920 | 11 июня 1922                                                                                | Типперэри                                                                                   | 1-6 — 1-2                                                                                   | Дублин                                                                                      |
| 1921 | 17 июня 1923                                                                                | Дублин                                                                                      | 1-9 — 0-2                                                                                   | Мейо                                                                                        |
| 1922 | 7 октября 1923                                                                              | Дублин                                                                                      | 0-6 — 0-4                                                                                   | Голуэй                                                                                      |
| 1923 | 28 сентября 1924                                                                            | Дублин                                                                                      | 1-5 — 1-3                                                                                   | Керри                                                                                       |
| 1924 | 16 апреля 1925                                                                              | Керри                                                                                       | 0-4 — 0-3                                                                                   | Дублин                                                                                      |
| 1925 |                                                                                             | Голуэй                                                                                      | 3-2 — 1-2                                                                                   | Каван[C]                                                                                    |
| 1926 | 17 октября 1926                                                                             | Керри                                                                                       | 1-4 — 0-4                                                                                   | Килдэр                                                                                      |
| 1927 | 25 сентября 1927                                                                            | Килдэр                                                                                      | 0-5 — 0-3                                                                                   | Керри                                                                                       |
| 1928 | 30 сентября 1928                                                                            | Килдэр                                                                                      | 2-6 — 2-5                                                                                   | Каван                                                                                       |
| 1929 | 22 сентября 1929                                                                            | Керри                                                                                       | 1-8 — 1-5                                                                                   | Килдэр                                                                                      |
| 1930 | 28 сентября 1930                                                                            | Керри                                                                                       | 3-11 — 0-2                                                                                  | Монахан                                                                                     |
| 1931 | 27 сентября 1931                                                                            | Керри                                                                                       | 1-11 — 0-8                                                                                  | Килдэр                                                                                      |
| 1932 | 25 сентября 1932                                                                            | Керри                                                                                       | 2-7 — 2-4                                                                                   | Мейо                                                                                        |
| 1933 | 24 сентября 1933                                                                            | Каван                                                                                       | 2-5 — 1-4                                                                                   | Голуэй                                                                                      |
| 1934 | 23 сентября 1934                                                                            | Голуэй                                                                                      | 3-5 — 1-9                                                                                   | Дублин                                                                                      |
| 1935 | 22 сентября 1935                                                                            | Каван                                                                                       | 3-6 — 2-5                                                                                   | Килдэр                                                                                      |
| 1936 | 27 сентября 1936                                                                            | Мейо                                                                                        | 4-11 — 0-5                                                                                  | Лиишь                                                                                       |
| 1937 | 17 октября 1937                                                                             | Керри                                                                                       | 4-4 — 1-7                                                                                   | Каван                                                                                       |
| 1938 | 23 октября 1938                                                                             | Голуэй                                                                                      | 2-4 — 0-7                                                                                   | Керри                                                                                       |
| 1939 | 24 сентября 1939                                                                            | Керри                                                                                       | 2-5 — 2-3                                                                                   | Мит                                                                                         |
| 1940 | 22 сентября 1940                                                                            | Керри                                                                                       | 0-7 — 1-3                                                                                   | Голуэй                                                                                      |
| 1941 | 7 сентября 1941                                                                             | Керри                                                                                       | 1-8 — 0-7                                                                                   | Голуэй                                                                                      |
| 1942 | 20 сентября 1942                                                                            | Дублин                                                                                      | 1-10 — 1-8                                                                                  | Голуэй                                                                                      |
| 1943 | 10 октября 1943                                                                             | Роскоммон                                                                                   | 2-7 — 2-2                                                                                   | Каван                                                                                       |
| 1944 | 24 сентября 1944                                                                            | Роскоммон                                                                                   | 1-9 — 2-4                                                                                   | Керри                                                                                       |
| 1945 | 23 сентября 1945                                                                            | Корк                                                                                        | 2-5 — 0-7                                                                                   | Каван                                                                                       |
| 1946 | 27 октября 1946                                                                             | Керри                                                                                       | 2-8 — 0-10                                                                                  | Роскоммон                                                                                   |
| 1947 | 14 сентября 1947                                                                            | Каван                                                                                       | 2-11 — 2-7                                                                                  | Керри                                                                                       |
| 1948 | 26 сентября 1948                                                                            | Каван                                                                                       | 4-5 — 4-4                                                                                   | Мейо                                                                                        |
| 1949 | 25 сентября 1949                                                                            | Мит                                                                                         | 1-10 — 1-6                                                                                  | Каван                                                                                       |
| 1950 | 24 сентября 1950                                                                            | Мейо                                                                                        | 2-5 — 1-6                                                                                   | Лаут                                                                                        |
| 1951 | 23 сентября 1951                                                                            | Мейо                                                                                        | 2-8 — 0-9                                                                                   | Мит                                                                                         |
| 1952 | 12 октября 1952                                                                             | Каван                                                                                       | 0-9 — 0-5                                                                                   | Мит                                                                                         |
| 1953 | 27 сентября 1953                                                                            | Керри                                                                                       | 0-13 — 1-6                                                                                  | Арма                                                                                        |
| 1954 | 26 сентября 1954                                                                            | Мит                                                                                         | 1-13 — 1-7                                                                                  | Керри                                                                                       |
| 1955 | 25 сентября 1955                                                                            | Керри                                                                                       | 0-12 — 1-6                                                                                  | Дублин                                                                                      |
| 1956 | 7 октября 1956                                                                              | Голуэй                                                                                      | 2-13 — 3-7                                                                                  | Корк                                                                                        |
| 1957 | 22 сентября 1957                                                                            | Лаут                                                                                        | 1-9 — 1-7                                                                                   | Корк                                                                                        |
| 1958 | 28 сентября 1958                                                                            | Дублин                                                                                      | 2-12 — 1-9                                                                                  | Дерри                                                                                       |
| 1959 | 27 сентября 1959                                                                            | Керри                                                                                       | 3-7 — 1-4                                                                                   | Голуэй                                                                                      |
| 1960 | 25 сентября 1960                                                                            | Даун                                                                                        | 2-10 — 0-8                                                                                  | Керри                                                                                       |
| 1961 | 24 сентября 1961                                                                            | Даун                                                                                        | 3-6 — 2-8                                                                                   | Оффали                                                                                      |
| 1962 | 23 сентября 1962                                                                            | Керри                                                                                       | 1-12 — 1-6                                                                                  | Роскоммон                                                                                   |
| 1963 | 22 сентября 1963                                                                            | Дублин                                                                                      | 1-9 — 0-10                                                                                  | Голуэй                                                                                      |
| 1964 | 27 сентября 1964                                                                            | Голуэй                                                                                      | 0-15 — 0-10                                                                                 | Керри                                                                                       |
| 1965 | 26 сентября 1965                                                                            | Голуэй                                                                                      | 0-12 — 0-9                                                                                  | Керри                                                                                       |
| 1966 | 25 сентября 1966                                                                            | Голуэй                                                                                      | 1-10 — 0-7                                                                                  | Мит                                                                                         |
| 1967 | 24 сентября 1967                                                                            | Мит                                                                                         | 1-9 — 0-9                                                                                   | Корк                                                                                        |
| 1968 | 22 сентября 1968                                                                            | Даун                                                                                        | 2-12 — 1-13                                                                                 | Керри                                                                                       |
| 1969 | 28 сентября 1969                                                                            | Керри                                                                                       | 0-10 — 0-7                                                                                  | Оффали                                                                                      |
| 1970 | 27 сентября 1970                                                                            | Керри                                                                                       | 2-19 — 0-18                                                                                 | Мит                                                                                         |
| 1971 | 26 сентября 1971                                                                            | Оффали                                                                                      | 1-14 — 2-8                                                                                  | Голуэй                                                                                      |
| 1972 | 15 октября 1972                                                                             | Оффали                                                                                      | 1-19 — 0-13                                                                                 | Керри                                                                                       |
| 1973 | 23 сентября 1973                                                                            | Корк                                                                                        | 3-17 — 2-13                                                                                 | Голуэй                                                                                      |
| 1974 | 22 сентября 1974                                                                            | Дублин                                                                                      | 0-14 — 1-6                                                                                  | Голуэй                                                                                      |
| 1975 | 28 сентября 1975                                                                            | Керри                                                                                       | 2-12 — 0-11                                                                                 | Дублин                                                                                      |
| 1976 | 26 сентября 1976                                                                            | Дублин                                                                                      | 3-8 — 0-10                                                                                  | Керри                                                                                       |
| 1977 | 25 сентября 1977                                                                            | Дублин                                                                                      | 5-12 — 3-6                                                                                  | Арма                                                                                        |
| 1978 | 24 сентября 1978                                                                            | Керри                                                                                       | 5-11 — 0-9                                                                                  | Дублин                                                                                      |
| 1979 | 16 сентября 1979                                                                            | Керри                                                                                       | 3-13 — 1-8                                                                                  | Дублин                                                                                      |
| 1980 | 21 сентября 1980                                                                            | Керри                                                                                       | 1-9 — 1-6                                                                                   | Роскоммон                                                                                   |
| 1981 | 20 сентября 1981                                                                            | Керри                                                                                       | 1-12 — 0-8                                                                                  | Оффали                                                                                      |
| 1982 | 16 сентября 1982                                                                            | Оффали                                                                                      | 1-15 — 0-17                                                                                 | Керри                                                                                       |
| 1983 | 18 сентября 1983                                                                            | Дублин                                                                                      | 1-10 — 1-8                                                                                  | Голуэй                                                                                      |
| 1984 | 23 сентября 1984                                                                            | Керри                                                                                       | 0-14 — 1-6                                                                                  | Дублин                                                                                      |
| 1985 | 22 сентября 1985                                                                            | Керри                                                                                       | 2-12 — 2-8                                                                                  | Дублин                                                                                      |
| 1986 | 21 сентября 1986                                                                            | Керри                                                                                       | 2-15 — 1-10                                                                                 | Тирон                                                                                       |
| 1987 | 20 сентября 1987                                                                            | Мит                                                                                         | 1-14 — 0-11                                                                                 | Корк                                                                                        |
| 1988 | 9 октября 1988                                                                              | Мит                                                                                         | 0-13 — 0-12                                                                                 | Корк                                                                                        |
| 1989 | 17 сентября 1989                                                                            | Корк                                                                                        | 0-17 — 1-11                                                                                 | Мейо                                                                                        |
| 1990 | 16 сентября 1990                                                                            | Корк                                                                                        | 0-11 — 0-9                                                                                  | Мит                                                                                         |
| 1991 | 15 сентября 1991                                                                            | Даун                                                                                        | 1-16 — 1-14                                                                                 | Мит                                                                                         |
| 1992 | 20 сентября 1992                                                                            | Донегол                                                                                     | 0-18 — 0-14                                                                                 | Дублин                                                                                      |
| 1993 | 19 сентября 1993                                                                            | Дерри                                                                                       | 1-14 — 2-8                                                                                  | Корк                                                                                        |
| 1994 | 18 сентября 1994                                                                            | Даун                                                                                        | 1-12 — 0-13                                                                                 | Дублин                                                                                      |
| 1995 | 17 сентября 1995                                                                            | Дублин                                                                                      | 1-10 — 0-12                                                                                 | Тирон                                                                                       |
| 1996 | 29 сентября 1996                                                                            | Мит                                                                                         | 2-9 — 1-11                                                                                  | Мейо                                                                                        |
| 1997 | 28 сентября 1997                                                                            | Керри                                                                                       | 0-13 — 1-7                                                                                  | Мейо                                                                                        |
| 1998 | 27 сентября 1998                                                                            | Голуэй                                                                                      | 1-14 — 1-10                                                                                 | Килдэр                                                                                      |
| 1999 | 26 сентября 1999                                                                            | Мит                                                                                         | 1-11 — 1-8                                                                                  | Корк                                                                                        |
| 2000 | 7 октября 2000                                                                              | Керри                                                                                       | 0-17 — 1-10                                                                                 | Голуэй                                                                                      |
| 2001 | 23 сентября 2001                                                                            | Голуэй                                                                                      | 0-17 — 0-8                                                                                  | Мит                                                                                         |
| 2002 | 22 сентября 2002                                                                            | Арма                                                                                        | 1-12 — 0-14                                                                                 | Керри                                                                                       |
| 2003 | 28 сентября 2003                                                                            | Арма                                                                                        | 0-12 — 0-9                                                                                  | Тирон                                                                                       |
| 2004 | 26 сентября 2004                                                                            | Керри                                                                                       | 1-20 — 2-9                                                                                  | Мейо                                                                                        |
| 2005 | 25 сентября 2005                                                                            | Тирон                                                                                       | 1-16 — 2-10                                                                                 | Керри                                                                                       |
| 2006 | 17 сентября 2006                                                                            | Керри                                                                                       | 4-15 — 3-5                                                                                  | Мейо                                                                                        |
| 2007 | 16 сентября 2007                                                                            | Керри                                                                                       | 3-13 — 1-9                                                                                  | Корк                                                                                        |
| 2008 | 21 сентября 2008                                                                            | Тирон                                                                                       | 1-15 — 0-14                                                                                 | Керри                                                                                       |
| 2009 | 20 сентября 2009                                                                            | Керри                                                                                       | 0-16 — 1-9                                                                                  | Корк                                                                                        |
| 2010 | 19 сентября 2010                                                                            | Корк                                                                                        | 0-16 — 0-15                                                                                 | Даун                                                                                        |
| 2011 | 18 сентября 2011                                                                            | Дублин                                                                                      | 1-12 — 1-11                                                                                 | Керри                                                                                       |
| 2012 | 23 сентября 2012                                                                            | Донегол                                                                                     | 2-11 — 0-13                                                                                 | Мейо                                                                                        |
| 2013 | 22 сентября 2013                                                                            | Дублин                                                                                      | 2-12 — 1-14                                                                                 | Мейо                                                                                        |
| 2014 | 21 сентября 2014                                                                            | Керри                                                                                       | 2-9 — 0-12                                                                                  | Донегол                                                                                     |
| 2015 | 20 сентября 2015                                                                            | Дублин                                                                                      | 0-12 — 0-9                                                                                  | Керри                                                                                       |
| 2016 | 1 октября 2016                                                                              | Дублин                                                                                      | 1-15 — 1-14                                                                                 | Мейо                                                                                        |
| 2017 | 17 сентября 2017                                                                            | Дублин                                                                                      | 1-17 — 1-16                                                                                 | Мейо                                                                                        |
| 2018 | 2 сентября 2018                                                                             | Дублин                                                                                      | 2-17 — 1-14                                                                                 | Тирон                                                                                       |
| 2019 | 14 сентября 2019                                                                            | Дублин                                                                                      | 1-18 — 0-15                                                                                 | Керри                                                                                       |
| 2020 | 19 декабря 2020                                                                             | Дублин                                                                                      | 2-14 — 0-15                                                                                 | Мейо                                                                                        |
| 2021 | 11 сентября 2021                                                                            | Тирон                                                                                       | 2-14 — 0-15                                                                                 | Мейо                                                                                        |
| 2022 | 24 июля 2022                                                                                | Керри                                                                                       | 0-20 — 0-16                                                                                 | Голуэй                                                                                      |
| 2023 | 30 июля 2023                                                                                | Дублин                                                                                      | 1-15 — 1-13                                                                                 | Керри                                                                                       |
| 2024 | 28 июля 2024                                                                                | Арма                                                                                        | 1-11 — 0-13                                                                                 | Голуэй                                                                                      |

## Стадионы
| Дублин                         | Тёрлс | Лимерик | Килларни                       |
| ------------------------------ | --- | --- | ------------------------------ |
| Кроук Парк                     | Стадион Сэмпла | Гэлик Граундс | Стадион Фитцджеральда          |
| 53°21′38″ с. ш. 6°15′04″ з. д. | 52°40′55″ с. ш. 7°49′30″ з. д. | 52°40′12″ с. ш. 8°39′15″ з. д. | 52°03′58″ с. ш. 9°30′28″ з. д. |
| Вместимость: 82 300            | Вместимость: 53 500 | Вместимость: 49 866 | Вместимость: 43 180            |
|                                | | |                                |
| Каслбар                        | Кроук Парк Стадион Сэмпла Гэлик Граундс Парк Уи Кифф Стадион Фитцджеральда Макхейл Парк Сент-Тирнакс Парк Стадион Пирса Кейсмент Парк Бреффни Парк10 крупнейших по вместимости стадионов Гэльской атлетической ассоциации в Ирландии. | Кроук Парк Стадион Сэмпла Гэлик Граундс Парк Уи Кифф Стадион Фитцджеральда Макхейл Парк Сент-Тирнакс Парк Стадион Пирса Кейсмент Парк Бреффни Парк10 крупнейших по вместимости стадионов Гэльской атлетической ассоциации в Ирландии. | Клонс                          |
| Макхейл Парк                   | Кроук Парк Стадион Сэмпла Гэлик Граундс Парк Уи Кифф Стадион Фитцджеральда Макхейл Парк Сент-Тирнакс Парк Стадион Пирса Кейсмент Парк Бреффни Парк10 крупнейших по вместимости стадионов Гэльской атлетической ассоциации в Ирландии. | Кроук Парк Стадион Сэмпла Гэлик Граундс Парк Уи Кифф Стадион Фитцджеральда Макхейл Парк Сент-Тирнакс Парк Стадион Пирса Кейсмент Парк Бреффни Парк10 крупнейших по вместимости стадионов Гэльской атлетической ассоциации в Ирландии. | Сент-Тирнакс Парк              |
| 53°51′13″ с. ш. 9°17′03″ з. д. | Кроук Парк Стадион Сэмпла Гэлик Граундс Парк Уи Кифф Стадион Фитцджеральда Макхейл Парк Сент-Тирнакс Парк Стадион Пирса Кейсмент Парк Бреффни Парк10 крупнейших по вместимости стадионов Гэльской атлетической ассоциации в Ирландии. | Кроук Парк Стадион Сэмпла Гэлик Граундс Парк Уи Кифф Стадион Фитцджеральда Макхейл Парк Сент-Тирнакс Парк Стадион Пирса Кейсмент Парк Бреффни Парк10 крупнейших по вместимости стадионов Гэльской атлетической ассоциации в Ирландии. | 54°11′08″ с. ш. 7°13′57″ з. д. |
| Вместимость: 42 000            | Кроук Парк Стадион Сэмпла Гэлик Граундс Парк Уи Кифф Стадион Фитцджеральда Макхейл Парк Сент-Тирнакс Парк Стадион Пирса Кейсмент Парк Бреффни Парк10 крупнейших по вместимости стадионов Гэльской атлетической ассоциации в Ирландии. | Кроук Парк Стадион Сэмпла Гэлик Граундс Парк Уи Кифф Стадион Фитцджеральда Макхейл Парк Сент-Тирнакс Парк Стадион Пирса Кейсмент Парк Бреффни Парк10 крупнейших по вместимости стадионов Гэльской атлетической ассоциации в Ирландии. | Вместимость: 36 000            |
|                                | Кроук Парк Стадион Сэмпла Гэлик Граундс Парк Уи Кифф Стадион Фитцджеральда Макхейл Парк Сент-Тирнакс Парк Стадион Пирса Кейсмент Парк Бреффни Парк10 крупнейших по вместимости стадионов Гэльской атлетической ассоциации в Ирландии. | Кроук Парк Стадион Сэмпла Гэлик Граундс Парк Уи Кифф Стадион Фитцджеральда Макхейл Парк Сент-Тирнакс Парк Стадион Пирса Кейсмент Парк Бреффни Парк10 крупнейших по вместимости стадионов Гэльской атлетической ассоциации в Ирландии. |                                |
| Голуэй                         | Корк | Белфаст | Каван                          |
| 53°15′47″ с. ш. 9°05′02″ з. д. | 51°53′59″ с. ш. 8°26′06″ з. д. | 54°34′23″ с. ш. 5°59′02″ з. д. | 53°58′54″ с. ш. 7°21′33″ з. д. |
| Стадион Пирса                  | Парк Уи Кифф | Кейсмент Парк | Бреффни Парк                   |
| Вместимость: 26 197            | Вместимость: 45 000 | Вместимость: 32 500 | Вместимость: 32 000            |
|                                | | |                                |

## Спонсоры
Официальными спонсорами чемпионата являются сеть супермаркетов SuperValu, телекоммуникационная компания Eir и банк Allied Irish Banks.

## Трансляция
Матчи по гэльскому футболу освещает ирландская государственная телерадиокомпания RTÉ, а также телекомпании Sky Sports, BBC Northern Ireland, Eir Sports, Premier Sports и TG4.

## Рекорды и статистика
- Рекордсмен по общему числу побед: Керри[англ.] (37 побед)
  - Две серии из четырёх побед подряд: 1929—1932, 1978—1981
  - Две серии из трёх побед подряд: 1939—1941, 1984—1986
- Первая команда с серией из четырёх побед подряд: Уэксфорд[англ.] (1915—1918)
- Первый чемпион от Коннахта: Голуэй (1925)
- Первый чемпион от Ольстера: Каван (1933)
- Обладатели дубля в гэльском футболе и хёрлингу[англ.]:
  - Корк[англ.] (1890, 1990)
  - Типперэри[англ.] (1895, 1900)
- Лучшая неирландская команда: Лондон (пять финалов)